# Ostend Challenger 1996
L'Ostend Challenger 1996 è stato un torneo di tennis facente parte della categoria ATP Challenger Series nell'ambito dell'ATP Challenger Series 1996. Il torneo si è giocato a Ostenda in Belgio dall'8 al 14 luglio 1996 su campi in terra rossa.

## Vincitori

### Singolare
Thierry Champion ha battuto in finale  Kris Goossens con il punteggio di 6–3, 6–4

### Doppio
Lucas Arnold Ker /  David Škoch hanno battuto in finale  Wim Neefs /  Yuri Soberon con il punteggio di 7–6, 6–1